# Forum shopping
Forum shopping é um termo coloquial usado para caracterizar a prática de litigantes que buscam ter seu processo recebido e analisado em um tribunal com maior probabilidade de lhe fornecer um julgamento favorável. Algumas jurisdições, por exemplo, tornaram-se conhecidas como "amigas do autor" e, portanto, têm atraído litígios mesmo quando há pouca ou nenhuma conexão entre as questões legais e a jurisdição na qual serão litigadas.
O termo também é adotado em um contexto mais amplo para descrever a atividade de procurar repetidamente um fórum para distribuir uma reclamação ou ação, até que encontrado algum em que haja maior possibilidade de vitória.
Em direito, outros termos atribuídos a práticas semelhantes são asylum shopping, jurisdiction shopping, race to the courthouse, libel tourism.

## Em Relações Internacionais
Na teoria das relações internacionais (RI), o termo forum shopping descreve a situação em que um Estado é membro de duas ou mais organizações internacionais ou regionais diferentes que lidam com a mesma área política (regionalismo sobreposto), o que permite a ele escolher o fórum (organização) para abordar uma determinada questão da forma que melhor atenda aos seus interesses. Isso é particularmente importante no comércio internacional e em questões de segurança internacional.